# ACAC ARJ21

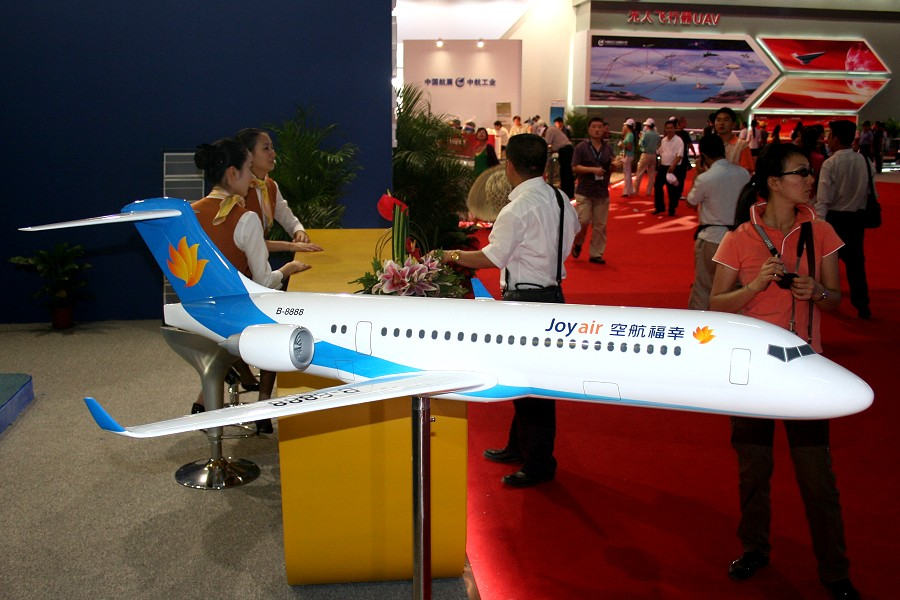
Joy Air

Az ACAC  Xiangfeng (magyarul Repülő Főnix) két hajtóműves regionális repülőgép, az első polgári utasszállító repülőgép, amit teljes egészében a Kínai Népköztársaságban terveztek és fognak gyártani. A tervet 19 nagy amerikai és európai alkatrészgyártó vállalat, köztük a General Electric és a Rockwell Collins támogatja.

## Tervezés
Az ARJ21-es kulcsfontosságú projektet a kínai kormány által felügyelt ACAC konzorcium vezeti. A terv megvalósítását 2002 márciusában a kínai 10. ötéves terv részeként kezdték meg. A repülőgép első repülését 2005-re és a szolgálatba állítását 2006-ra tervezték, bár a gyártási munkálatokat elhalasztották. Az első ARJ21-es a gyártócsarnokból 2007. december 21-én gurult ki, első repülését 2008 márciusában hajtotta végre.